# Natalia Dorado Gómez
Natalia Dorado Gómez (Madrid, Espanya, 25 de febrer de 1967) és una jugadora d'hoquei sobre herba madrilenya, guanyadora d'una medalla olímpica d'or.
Membre del Club de Campo de la Villa de Madrid va participar, als 25 anys, en els Jocs Olímpics d'Estiu de 1992 celebrats a Barcelona (Catalunya), on va aconseguir guanyar la medalla d'or en la competició femenina d'hoquei sobre herba. Posteriorment, en els Jocs Olímpics d'Estiu de 1996 realitzats a Atlanta (Estats Units) va guanyar un diploma olímpic en finalitzar vuitena.
Al llarg de la seva carrera ha guanyat una medalla en el Campionat d'Europa d'hoquei sobre herba.
Un cop acabada la seva carrera esportiva, havent estudiat Ciències de l'Activitat Física i l'Esport, s'ha dedicat a treballar com a professora d'educació física d'adults.